# Simone Tiribocchi
Simone Tiribocchi (Fiumicino, 31 gennaio 1978) è un allenatore di calcio ed ex calciatore italiano, di ruolo attaccante, tecnico della Città di Brugherio.

## Biografia
È sposato con Gloria Zanin, eletta Miss Italia nel 1992. I due si sono sposati l'11 giugno 2007 a Rosà, in provincia di Vicenza.
La squadra alla quale ha segnato più gol è l'ultima squadra con cui ha giocato, il Vicenza, con 9 gol segnati, di cui una doppietta e una tripletta con la maglia del Lecce; a seguire il Crotone (6) e Ascoli, Catania, Ancona (5).
Dal 2018 al 2023 è stato commentatore tecnico per DAZN.
Dal marzo del 2023 collabora come opinionista con la radio romana Tele Radio Stereo. In estate passa a Mediaset come seconda voce nella telecronaca delle partite di Coppa Italia, delle qualificazioni a Euro 2024, di Champions League, delle amichevoli delle nazionali e del nuovo Mondiale per club affiancando Riccardo Trevisani e Massimo Callegari oltre ad essere opinionista di Coppa Italia LIVE.

## Caratteristiche tecniche
Soprannominato "il Tir", era una punta di peso che ricopriva il ruolo di attaccante centrale. Forte fisicamente, era dotato di una buona tecnica individuale ed era abile nel gioco aereo. Dotato del senso del goal, giocava spesso in profondità ed era in grado di svariare su tutto il fronte dell'attacco.

## Carriera

### Giocatore

#### Gli inizi
Nato a Fiumicino, cresce nella giovanili della Lazio. Nel 1995 passa in prestito alla Pistoiese. Esordisce in Serie B il 28 gennaio 1996 in Reggiana-Pistoiese (2-0), subentrando al 79' ad Alberto Nardi. Chiude la stagione con tre presenze.
Viene poi acquistato dal Torino, in Serie B. In granata resta due stagioni, ottenendo sei presenze. Passa poi due stagioni in prestito, la prima al Savoia, la seconda al Benevento, in Serie C1.
L'anno successivo viene ceduto in prestito al Siena. Esordisce con i toscani il 17 settembre 2000 in Siena-Ancona (4-1), realizzando una tripletta, la prima in carriera. Chiude la stagione con 34 presenze e 8 reti.
Rientrato a Torino, esordisce in Serie A il 9 settembre 2001 in Torino-Brescia (1-3), subentrando al 34' della ripresa al posto di Comotto. Nella sessione invernale del calciomercato passa in prestito all'Ancona, siglando tre reti in 17 presenze.
La stagione seguente fa ritorno in prestito al Siena.
Contribuisce con 16 reti in 34 presenze alla promozione in Serie A dei bianconeri. Al termine della stagione fa ritorno al Torino.
Esordisce in campionato il 7 settembre 2003 in Torino-Salernitana (0-1), giocando titolare. Segna la sua prima rete in campionato il 23 settembre contro l'Avellino. Si ripete il 2 novembre in Torino-Ascoli (3-1), subentrando nell'intervallo e mettendo a segno una doppietta. Chiude la stagione con 38 presenze e 11 reti.

#### Chievo
Il 10 luglio 2004 si trasferisce a titolo definitivo al Chievo.
Esordisce con i clivensi il 12 settembre contro l'Inter (2-2), subentrando al 28' della ripresa al posto di Federico Cossato. Segna la sua prima rete in Serie A il 2 ottobre 2004 in Chievo-Lecce (2-1). Termina la stagione con 23 presenze e 6 reti complessive.
Il 9 agosto 2006 scende in campo da titolare in Levski Sofia-Chievo (2-0), valida per l'andata dei preliminari di Champions League, giocando titolare e venendo sostituito al 22' del secondo tempo da Pellissier. Prende parte anche al match di ritorno, che sancisce l'eliminazione del Chievo dalla competizione. Il 28 settembre 2006 in Chievo-Braga (2-1) segna il suo primo goal in Coppa UEFA; goal che non basta ai gialloblu per passare il turno, in virtù della precedente sconfitta subita all'andata.

#### Lecce
Il 10 gennaio 2007 viene acquistato dal Lecce, militante in Serie B.
Esordisce in campionato tre giorni dopo, in Cesena-Lecce (0-0). Segna la sua prima rete con i salentini il 27 gennaio, nella partita esterna persa contro il Pescara (2-1). Mette poi a segno due triplette, contro Crotone e Vicenza. Chiude la stagione con 22 presenze e 11 reti.
Nella stagione 2007-2008 mette a segno 19 reti, incluse quelle nei play-off disputati contro Pisa e AlbinoLeffe, contribuendo alla promozione dei giallorossi in Serie A. Rimane nell'organico del Lecce anche per la stagione di Serie A 2008-2009, terminata con la retrocessione in serie cadetta e caratterizzata, dal punto di vista personale, da 36 presenze e 11 reti.

#### L'approdo a Bergamo
Il 5 giugno 2009 passa a titolo definitivo all'Atalanta per 2,8 milioni di euro, firmando un contratto triennale. Esordisce con gli orobici il 23 agosto 2009 in Lazio-Atalanta (1-0), subentrando al 26' della ripresa al posto di Jaime Valdés. Segna la sua prima rete in campionato alla sesta giornata contro il Chievo (l'incontro terminerà 1-1), ribadendo in rete un colpo di testa di Cristiano Doni finito sul palo. Il 7 febbraio 2010, una sua rete decide lo scontro salvezza contro il Bari (vittoria per 1-0). Chiude la stagione con 37 presenze e 11 reti, che non bastano ai nerazzurri per salvarsi.
Dopo un lungo tira e molla basato su problemi contrattuali, il 20 luglio 2010 rinnova il suo contratto fino al 30 giugno 2012 con opzione per la stagione successiva. Il 23 ottobre 2010 in Piacenza-Atalanta (3-2), raggiunge le 200 presenze in Serie B, sbloccando il match su assist di Francesco Ruopolo. Termina la stagione con 35 presenze e 14 reti, tra cui la doppietta contro il Portogruaro (4-1 il finale), che decreta il ritorno in Serie A dei bergamaschi.

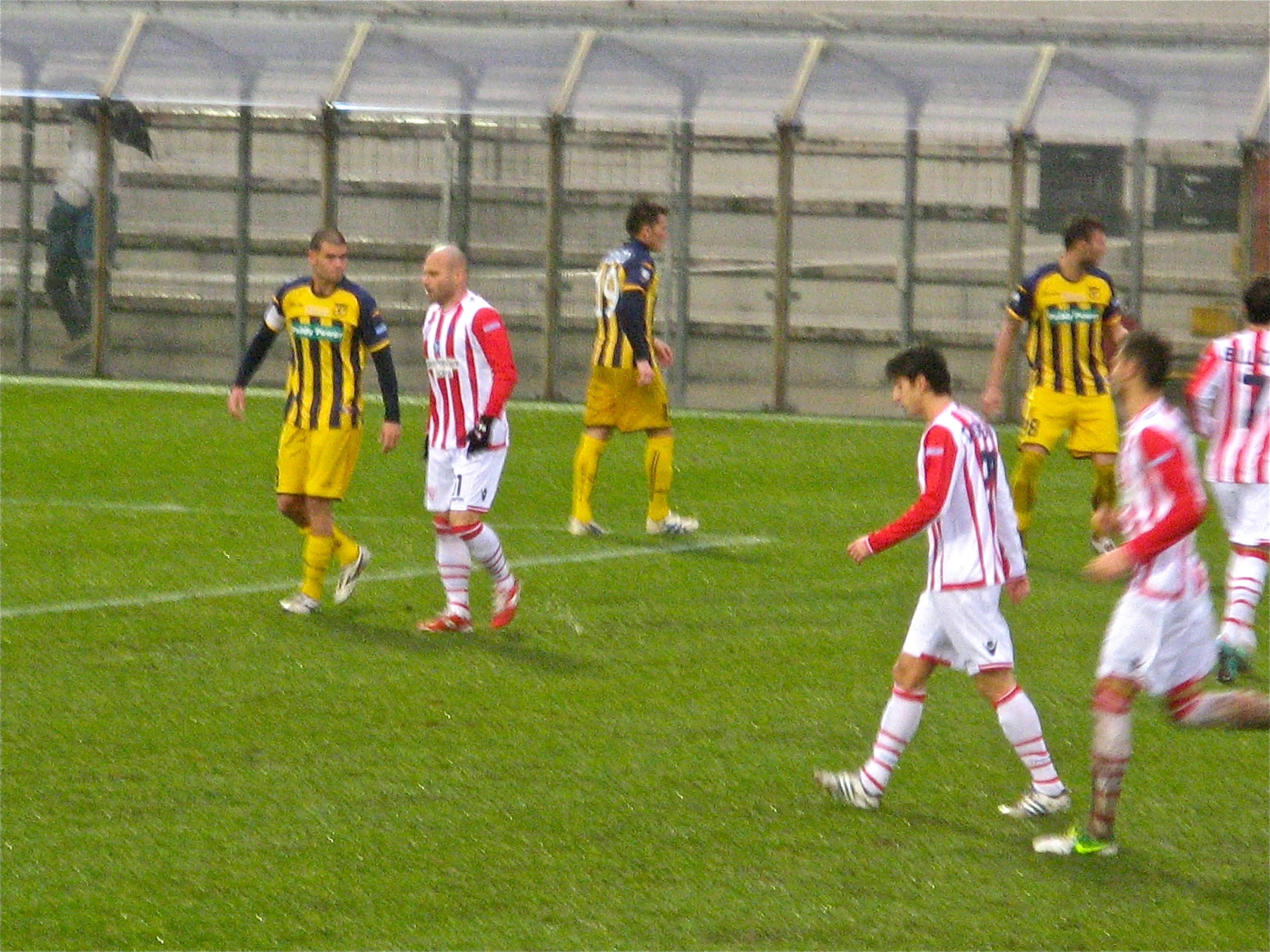
Il Tir al suo esordio in biancorosso.

La stagione seguente parte titolare in Atalanta-Gubbio (3-4), incontro valevole per il terzo turno di Coppa Italia, andando a segno con un destro sotto la traversa, e venendo in seguito espulso per un fallo su Giovanni Bartolucci. Il 31 agosto 2011 rinnova il suo contratto in scadenza fino al 30 giugno 2013. Chiuso in attacco dagli altri attaccanti della rosa, termina la stagione mettendo a segno altre due reti in un totale di 14 apparizioni.

#### Pro Vercelli e Vicenza
Il 30 agosto 2012 passa a titolo definitivo alla Pro Vercelli firmando un contratto biennale. Esordisce in campionato alla terza giornata contro il Livorno (1-2 per i toscani), giocando titolare. Realizza la sua prima rete con i piemontesi il 22 settembre in Pro Vercelli-Ascoli (3-1).
Dopo aver disputato un girone di andata al di sotto delle aspettative, il 31 gennaio 2013, ultimo giorno del mercato invernale, viene ceduto a titolo definitivo al Vicenza. Esordisce con i berici alla prima partita utile, il 2 febbraio contro la Juve Stabia (sconfitta per 1-2). Conclude la stagione con i berici retrocedendo in terza serie e con nessuna rete all'attivo.
Mette a segno la sua prima rete in biancorosso il 15 settembre 2013 in Vicenza-Carrarese (2-0). Il 2 ottobre successivo realizza una doppietta nel derby di Coppa Italia Lega Pro vinto 3-1 contro il Real Vicenza. Il 4 ottobre prolunga il suo contratto fino al 2016.

### Allenatore

#### Vicenza
Il 14 luglio 2014 annuncia il suo ritiro dal calcio giocato, entrando nei ranghi del settore giovanile della società.

#### Olbia
Terminato il biennio tra le formazioni giovanili biancorosse, per la stagione 2016-2017 ricopre il ruolo di tecnico della formazione Under 17 dell'Olbia fino al 5 marzo 2017, quando viene nominato allenatore della prima squadra al posto dell'esonerato Mignani.
L'8 aprile, dopo aver collezionato 1 punto in 6 partite ufficiali, viene sollevato dall'incarico, facendo così ritorno alla guida della formazione Under 17 sarda.

#### ChievoVerona e Eurocalcio
Dalla stagione 2017-2018 ricopre il ruolo di allenatore in seconda, coadiuvando il mister Lorenzo D'Anna per la Primavera del Chievo Verona. Lascia l’incarico a gennaio e rilascia un’intervista in cui si sfoga contro il sistema calcio.
Nell'estate del 2018 diventa tecnico della Juniores dell'Eurocalcio, società calcistica della provincia di Vicenza.

#### Monza
Il 20 luglio 2019 viene inserito nell'organigramma tecnico del Monza, dove compare nel ruolo di responsabile e coordinatore dell'area offensiva.

## Statistiche

### Presenze e reti nei club
| Stagione        | Squadra         | Campionato      | Campionato | Campionato | Coppe nazionali | Coppe nazionali | Coppe nazionali | Coppe continentali | Coppe continentali | Coppe continentali | Altre coppe | Altre coppe | Altre coppe | Totale | Totale |
| Stagione        | Squadra         | Comp            | Pres       | Reti       | Comp            | Pres            | Reti            | Comp               | Pres               | Reti               | Comp        | Pres        | Reti        | Pres   | Reti   |
| --------------- | --------------- | --------------- | ---------- | ---------- | --------------- | --------------- | --------------- | ------------------ | ------------------ | ------------------ | ----------- | ----------- | ----------- | ------ | ------ |
| 1995-gen. 1996  | Pistoiese       | B               | 3          | 0          | CI              | 0               | 0               | -                  | -                  | -                  | -           | -           | -           | 3      | 0      |
| gen.-giu. 1996  | Empoli          | C1              | 0          | 0          | CI-C            | 0               | 0               | -                  | -                  | -                  | -           | -           | -           | 0      | 0      |
| 1996-1997       | Torino          | B               | 4          | 0          | CI              | 0               | 0               | -                  | -                  | -                  | -           | -           | -           | 4      | 0      |
| 1997-1998       | Torino          | B               | 2          | 0          | CI              | 0               | 0               | -                  | -                  | -                  | -           | -           | -           | 2      | 0      |
| 1998-1999       | Savoia          | C1              | 28+3       | 3          | CI-C            | 0               | 0               | -                  | -                  | -                  | -           | -           | -           | 28     | 3      |
| 1999-2000       | Benevento       | C1              | 31         | 9          | CI-C            | 0               | 0               | -                  | -                  | -                  | -           | -           | -           | 31     | 9      |
| 2000-2001       | Siena           | B               | 34         | 8          | CI              | 3               | 1               | -                  | -                  | -                  | -           | -           | -           | 37     | 9      |
| 2001-gen. 2002  | Torino          | A               | 3          | 0          | CI              | 2               | 1               | -                  | -                  | -                  | -           | -           | -           | 5      | 1      |
| gen.-giu. 2002  | Ancona          | B               | 17         | 3          | CI              | 0               | 0               | -                  | -                  | -                  | -           | -           | -           | 17     | 3      |
| 2002-2003       | Siena           | B               | 34         | 16         | CI              | 3               | 1               | -                  | -                  | -                  | -           | -           | -           | 37     | 17     |
| Totale Siena    | Totale Siena    | Totale Siena    | 68         | 24         |                 | 6               | 2               |                    | -                  | -                  |             | -           | -           | 74     | 26     |
| 2003-2004       | Torino          | B               | 38         | 11         | CI              | 1               | 1               | -                  | -                  | -                  | -           | -           | -           | 39     | 12     |
| Totale Torino   | Totale Torino   | Totale Torino   | 47         | 11         |                 | 3               | 2               |                    | -                  | -                  |             | -           | -           | 50     | 13     |
| 2004-2005       | Chievo          | A               | 21         | 5          | CI              | 2               | 1               | -                  | -                  | -                  | -           | -           | -           | 23     | 6      |
| 2005-2006       | Chievo          | A               | 22         | 7          | CI              | 1               | 0               | -                  | -                  | -                  | -           | -           | -           | 23     | 7      |
| 2006-gen. 2007  | Chievo          | A               | 16         | 3          | CI              | 1               | 1               | UCL+CU             | 2+2                | 0+1                | -           | -           | -           | 21     | 5      |
| Totale Chievo   | Totale Chievo   | Totale Chievo   | 59         | 15         |                 | 4               | 2               |                    | 4                  | 1                  |             | -           | -           | 67     | 18     |
| gen.-giu. 2007  | Lecce           | B               | 22         | 11         | CI              | 0               | 0               | -                  | -                  | -                  | -           | -           | -           | 22     | 11     |
| 2007-2008       | Lecce           | B               | 37+4       | 17+2       | CI              | 1               | 1               | -                  | -                  | -                  | -           | -           | -           | 42     | 20     |
| 2008-2009       | Lecce           | A               | 36         | 11         | CI              | 1               | 0               | -                  | -                  | -                  | -           | -           | -           | 37     | 11     |
| Totale Lecce    | Totale Lecce    | Totale Lecce    | 95+4       | 39+2       |                 | 2               | 1               |                    | -                  | -                  |             | -           | -           | 101    | 42     |
| 2009-2010       | Atalanta        | A               | 37         | 11         | CI              | 0               | 0               | -                  | -                  | -                  | -           | -           | -           | 37     | 11     |
| 2010-2011       | Atalanta        | B               | 34         | 14         | CI              | 1               | 0               | -                  | -                  | -                  | -           | -           | -           | 35     | 14     |
| 2011-2012       | Atalanta        | A               | 13         | 2          | CI              | 1               | 1               | -                  | -                  | -                  | -           | -           | -           | 14     | 3      |
| Totale Atalanta | Totale Atalanta | Totale Atalanta | 84         | 27         |                 | 2               | 1               |                    | -                  | -                  |             | -           | -           | 86     | 28     |
| 2012-gen. 2013  | Pro Vercelli    | B               | 19         | 3          | CI              | 0               | 0               | -                  | -                  | -                  | -           | -           | -           | 19     | 3      |
| gen.-giu. 2013  | Vicenza         | B               | 15         | 0          | CI              | 0               | 0               | -                  | -                  | -                  | -           | -           | -           | 15     | 0      |
| 2013-2014       | Vicenza         | 1D              | 23+1       | 4          | CI+CI-LP        | 2+3             | 0+2             | -                  | -                  | -                  | -           | -           | -           | 29     | 6      |
| Totale Vicenza  | Totale Vicenza  | Totale Vicenza  | 38+1       | 4          |                 | 5               | 2               |                    | -                  | -                  |             | -           | -           | 44     | 6      |
| Totale carriera | Totale carriera | Totale carriera | 489+8      | 138+2      |                 | 22              | 10              |                    | 4                  | 1                  |             | -           | -           | 523    | 151    |

### Statistiche da allenatore
Statistiche aggiornate all'11 marzo 2017.
| Stagione        | Squadra         | Campionato      | Campionato | Campionato | Campionato | Campionato | Coppe nazionali | Coppe nazionali | Coppe nazionali | Coppe nazionali | Coppe nazionali | Coppe continentali | Coppe continentali | Coppe continentali | Coppe continentali | Coppe continentali | Altre coppe | Altre coppe | Altre coppe | Altre coppe | Altre coppe | Totale | Totale | Totale | Totale | % Vittorie |
| Stagione        | Squadra         | Comp            | G          | V          | N          | P          | Comp            | G               | V               | N               | P               | Comp               | G                  | V                  | N                  | P                  | Comp        | G           | V           | N           | P           | G      | V      | N      | P      | %          |
| --------------- | --------------- | --------------- | ---------- | ---------- | ---------- | ---------- | --------------- | --------------- | --------------- | --------------- | --------------- | ------------------ | ------------------ | ------------------ | ------------------ | ------------------ | ----------- | ----------- | ----------- | ----------- | ----------- | ------ | ------ | ------ | ------ | ---------- |
| mar.-giu. 2017  | Olbia           | LP              | 6          | 0          | 1          | 5          | -               | -               | -               | -               | -               | -                  | -                  | -                  | -                  | -                  | -           | -           | -           | -           | -           | 6      | 0      | 1      | 5      | &0,00      |
| Totale carriera | Totale carriera | Totale carriera | 6          | 0          | 1          | 5          |                 | -               | -               | -               | -               |                    | -                  | -                  | -                  | -                  |             | -           | -           | -           | -           | 6      | 0      | 1      | 5      | 0,00       |

## Palmarès

### Giocatore
- Campionato italiano di Serie B: 2

Siena: 2002-2003
Atalanta: 2010-2011